# Динвуд (Џорџија)
Динвуд (енгл. Deenwood) насељено је место без административног статуса у америчкој савезној држави Џорџија.

## Демографија
По попису из 2010. године број становника је 2.146, што је 310 (16,9%) становника више него 2000. године.
| Група             | 2000.         | 2010.         |
| Белци             | 1.672 (91,1%) | 1.735 (80,8%) |
| Афроамериканци    | 137 (7,5%)    | 310 (14,4%)   |
| Азијати           | 10 (0,5%)     | 26 (1,2%)     |
| Хиспаноамериканци | 13 (0,7%)     | 33 (1,5%)     |
| Укупно            | 1.836         | 2.146         |